# Selma Pinton
Selma Elisa Pinton (* 2. September 1997) ist eine schwedische Jazzmusikerin (Gesang, Komposition).

## Leben und Wirken
Pinton ist die Tochter des italienischen Musikers Alberto Pinton. Sie besuchte den musischen Zweig von Södra Latins Gymnasium, wo sie auch die anderen Mitglieder ihres Quartetts kennenlernte. 2022 beendete sie ihr Bachelorstudium an der Königlichen Musikhochschule Stockholm.
Im Februar 2018 hat sie mit ihrem Selma Pinton Quartet mit A Lifetime eine erste EP mit eigenen Werken veröffentlicht, dem 2021 ihr Album Time Goes to Slow folgte. Dieses Quartett präsentierte sie auch 2020 bei Jazz Baltica und 2023 (in veränderter Besetzung) beim Stockholm Jazz Festival.
Als Sängerin ist Pinton auch am Album Layers des Alberto Pinton Sestetto Contemporaneo beteiligt, mit dem sie auch bei Jazz Baltica 2021 auftrat. Weiterhin ist sie auf Aufnahmen mit der Bohuslän Big Band (Up & Coming 2019) zu hören; ihre Arrangements und Melodien wurden von der Kritik gelobt.
Pinton wurde 2024 von Scenkonst Sörmland wegen der Qualität ihrer Kompositionen mit dem Förderpreis Unga Svenska Låtskrivare 2024 bedacht.